# Cráter de Kaali

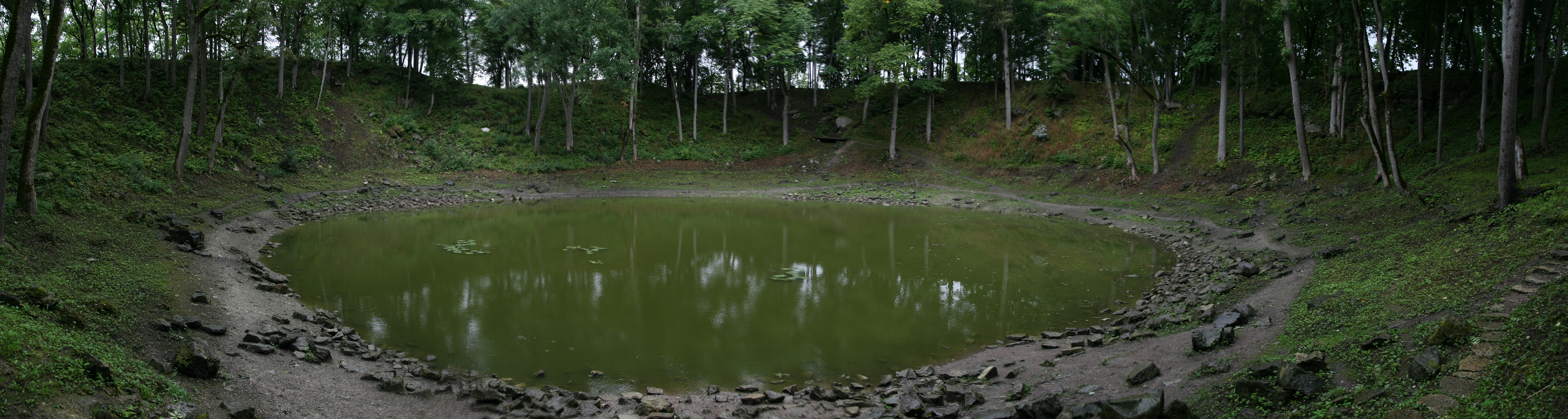
El cráter visto desde frente en septiembre de 2007.

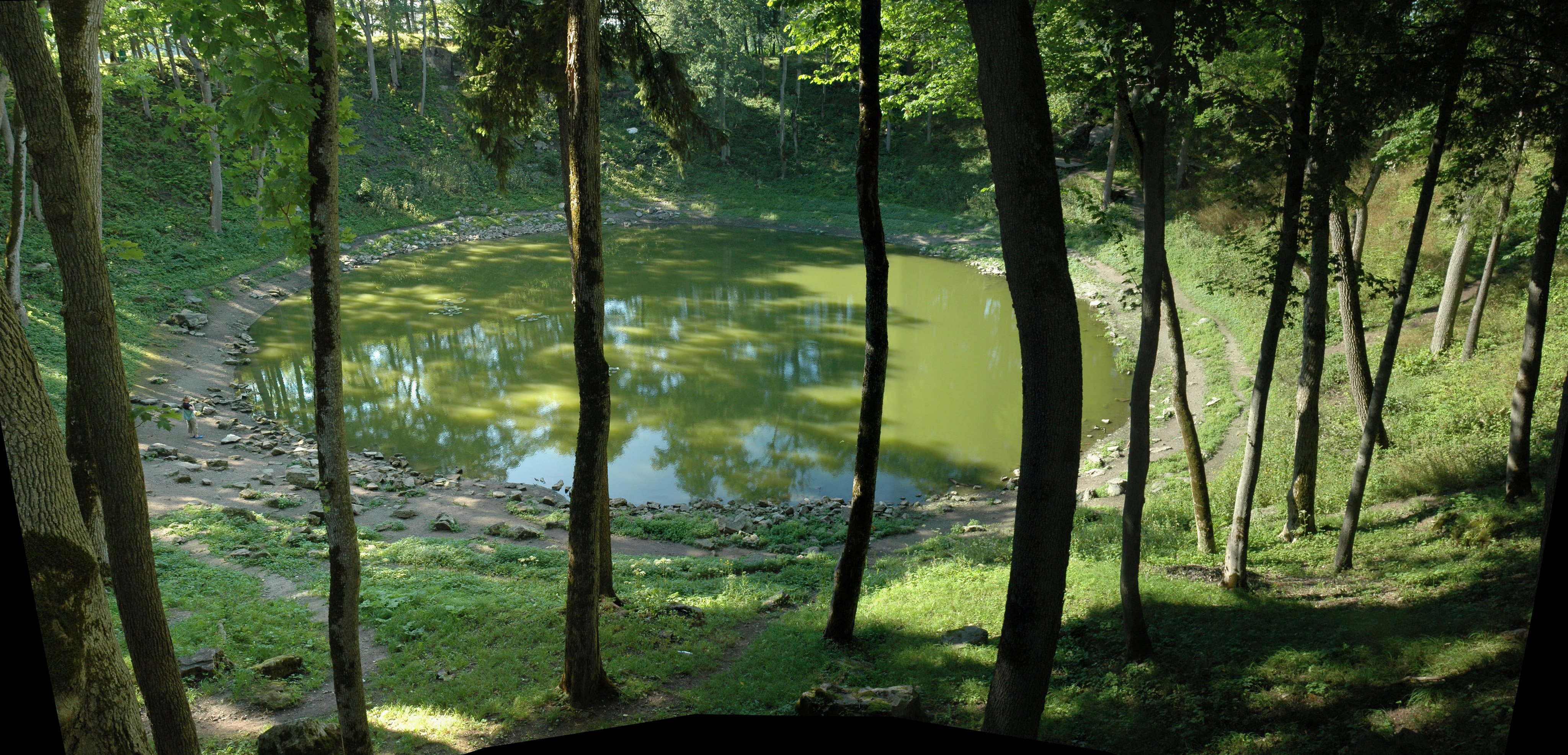
El cráter visto desde cerca del borde.

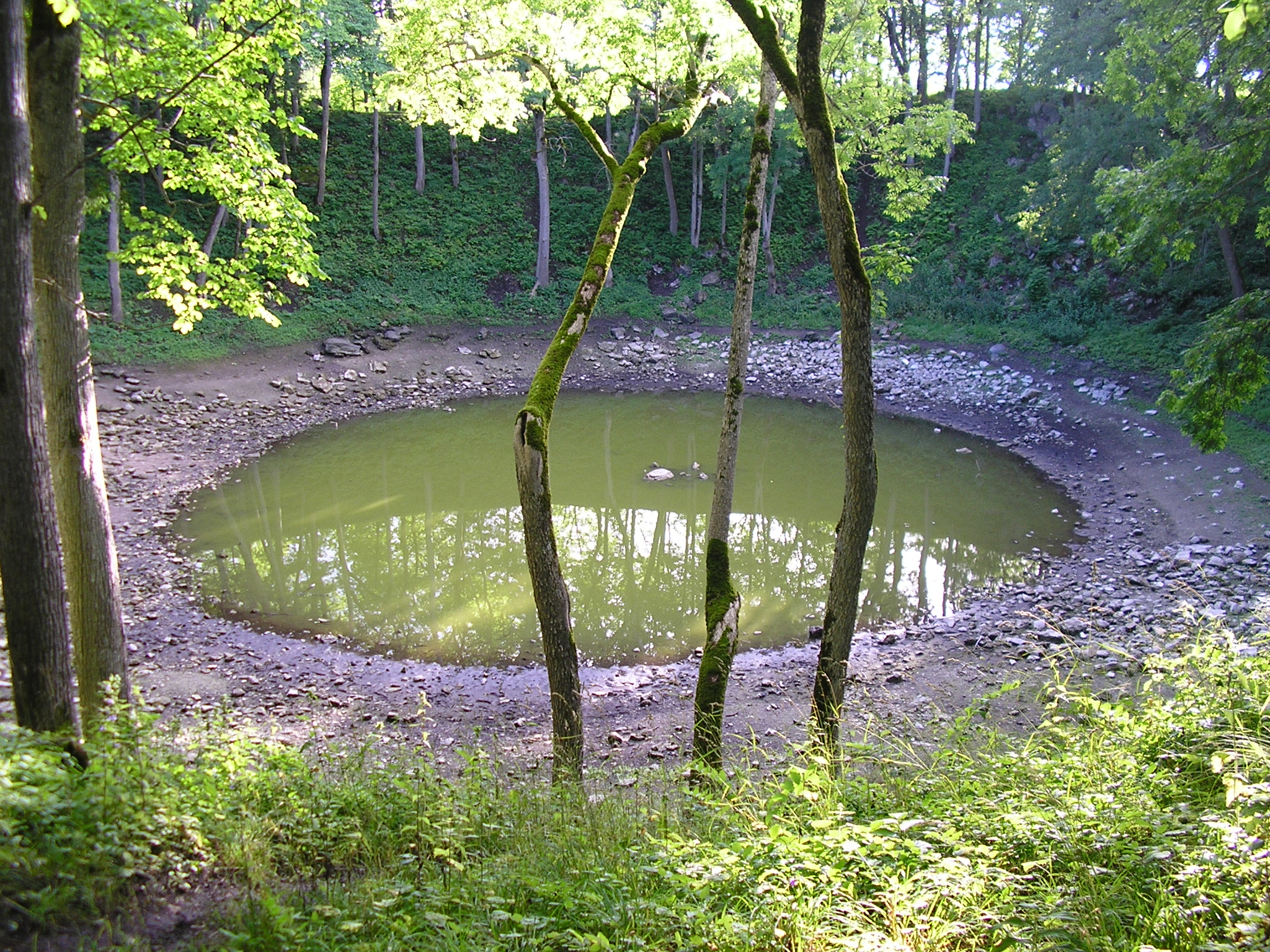
El cráter principal es aproximadamente circular. Cuando el nivel del agua es bajo, se pueden ver rocas en el centro del cráter.

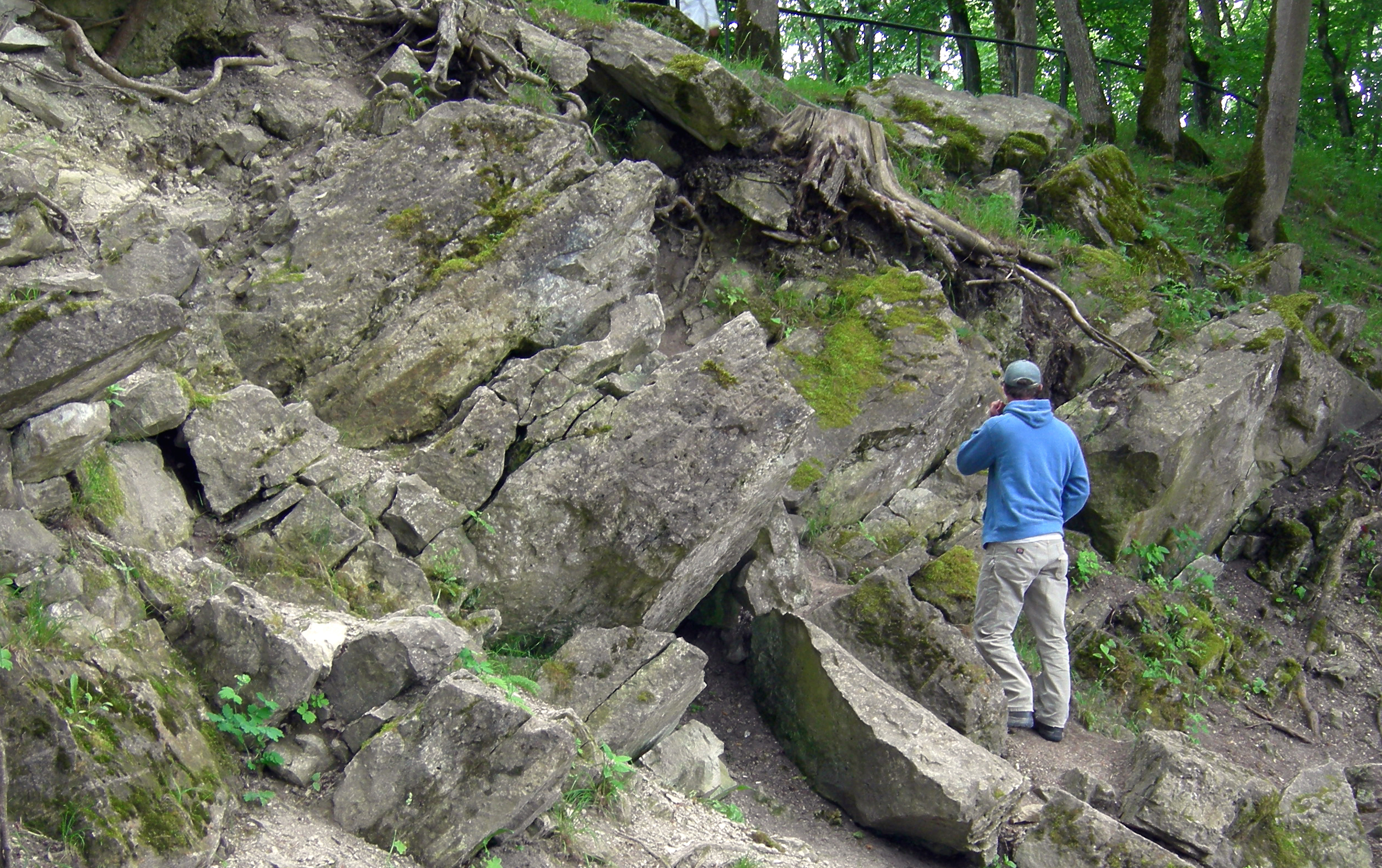
La explosión precipitó las rocas dolomitas en la pared del cráter principal en una posición inclinada.

Kaali es un pequeño grupo de 9 cráteres de impacto formados por colisiones de meteoritos en la isla de Saaremaa, Estonia.
El más grande de estos cráteres mide 110 metros de diámetro y alberga un pequeño lago conocido como Kaali järv (lago Kaali). Se estima que el grupo de meteoritos tuvo una velocidad de impacto de 10-20 km/s y una masa de 20-80 toneladas. A una altura de 5-10 km el meteoro se rompió en pedazos. El fragmento más grande resultante dio lugar al cráter principal, con una profundidad de 22 metros. Ocho cráteres más pequeños con diámetros que oscilan entre los 12 y los 40 metros y profundidades que varían entre 1 y 4 metros, se encuentran en las cercanías del cráter principal, a un radio no mayor de 1 km de este.

## Impacto
Se estima que la explosión que causó los cráteres ocurrió alrededor del 660 ± 85 a. C. (en el período Holoceno). La energía del impacto (alrededor de 80 terajulios (20 kilotones de TNT), comparable a la bomba de Hiroshima) devastó bosques en un radio de 6 km. Se ha especulado que el evento influyó la mitología de la región. Fue conocido como un "lago sagrado", y hay evidencia arqueológica de que fue sitio de sacrificios rituales durante muchos siglos. El lago estuvo rodeado por un muro durante la temprana Edad de Hielo. La longitud del muro era de unos 470 metros, su grosor de unos 2,5 m y alcanzaba los 2 metros de altura.

## Mitología
La mitología finesa tiene historias que podrían describir los eventos de Kaali, uno de ellos en las runas 47, 48 y 49 del Kalevala. Louhi, el mago maligno roba el sol y el fuego de la gente, causando la oscuridad total. Ukko, el dios del cielo ordena que se cree un nuevo sol a partir de una chispa. La virgen del aire comienza a crear el nuevo sol, pero la chispa se cae del cielo y golpea la tierra. Esta chispa va a un lago "Aluen" o "Kalevan" y provoca que su agua ascienda. Héroes fineses ven la bola de fuego caer en algún sitio "por detrás del río Neva" (la dirección de Estonia desde Karelia). Los héroes miran en aquella dirección para buscar fuego, y finalmente ven llamas procedentes de un incendio forestal.
De acuerdo con una teoría propuesta por Lennart Meri, es posible que Saaremaa fuera la legendaria isla de Thule, mencionada por el geógrafo griego Pytheas, mientras que el nombre de "Thule" podría estar conectado con la palabra fínica tule ("(de) fuego") y el folklore de Estonia, que representa el nacimiento del lago del cráter en Kaali. Kaali era considerado el lugar donde "el sol fue a descansar."
El asteroide (4227) Kaali fue nombrado así por este cráter.